# Hydroxydanaidal
Hydroxydanaidal ist ein Insektenpheromon, das von manchen Schmetterlingen durch Umwandlung von mit der Nahrung aufgenommenen Pyrrolizidinalkaloidvorstufen synthetisiert wird. 

## Verwendung
Die Raupen mancher Bärenspinnerarten nehmen Pyrrolizidinalkaloide, eigentlich Schutzsubstanzen von Pflanzen gegen Pflanzenfresser, mit der Nahrung auf und nutzen diese als Schutzsubstanz gegen Insektenfresser. Die Raupe wandelt die Alkaloide in die entsprechenden N-Oxide um, die gespeichert werden. Bei der Metamorphose gehen die Alkaloide nicht verloren und stehen dem erwachsenen Tier als Fraßschutz zur Verfügung. Es ist beobachtet worden, wie Bärenspinner der Art Utetheisa ornatrix, die in Spinnennetzen gefangen wurden, durch die Spinne wieder freigeschnitten wurden. Viele Insekten, die Pyrrolizidinalkaloide aufnehmen, sind aposematisch gefärbt, um ihre Giftigkeit zu signalisieren. 
Männliche Bärenspinner wandeln die Pyrrolizidinalkaloide über verschiedene Zwischenstufen in das Insektenpheromon Hydroxydanaidal um. Da der Gehalt des männlichen Pheromons mit dem Gehalt an aufgenommenen Pyrrolizidinalkaloiden steigt, und diese auch vom Männchen als Fraßschutz an den Nachwuchs weitergegeben werden können, bevorzugen Weibchen Partner mit hohen Hydroxydanaidalgehalten.